# Acacia brunioides
Acacia brunioides é uma espécie de leguminosa do gênero Acacia, pertencente à família Fabaceae.